# Lycosa accurata
Lycosa accurata är en spindelart som först beskrevs av Becker 1886.  Lycosa accurata ingår i släktet Lycosa och familjen vargspindlar. Inga underarter finns listade i Catalogue of Life.